# First Impressions (comédie musicale)
First Impressions (Premières Impressions en français) est une comédie musicale créée le 19 mars 1959 à l'Alvin Theater de Broadway à New York, et qui a eu 84 représentations. C'est une adaptation musicale de la pièce à succès de Helen Jerome Pride and Prejudice, A Sentimental Comedy in Three Acts créée en 1935 d'après Orgueil et Préjugés de Jane Austen.

## Argument
Comme le roman, la comédie musicale raconte la difficile relation entre Elizabeth Bennet, la fille d'un pauvre gentilhomme de la campagne, et Mr Fitzwilliam Darcy, le riche aristocrate qui arrive dans son village, en 1813. Le rôle de Mrs Bennet est particulièrement étoffé, ce qui est dû à la présence d'une star, Hermione Gingold pour tenir le rôle.

## Distribution
- Polly Bergen : Elizabeth Bennet
- Farley Granger : Mr Darcy
- Hermione Gingold : Mrs Bennet
- Phyllis Newman : Jane Bennet
- Helen Hanley : Charlotte Lucas
- Christopher Hewett : Mr Collins
- Donald Madden : Charles Bingley
- James Mitchell : Capt. Wickham

## Musique
La musique est un mélange de musique dans le style du début du XIXe siècle et d'airs dans le style des années 1950 :
- Five Daughters (Mrs Bennet)
- I'm Me (Elizabeth et ses sœurs)
- Rumor (Mrs Bennet et la troupe)
- A Perfect Evening (Elizabeth et Mr Darcy)
- As Long As There's A Mother (Mrs Bennet et ses filles)
- Love Will Find Out the Way (Elizabeth)
- Gentlemen Don't Fall Wildly In Love (Mr Darcy)
- Fragrant Flower (Rev. Collins et Elizabeth)
- What a Day to Fall in Love (Jane Bennet, Mr Bingley, et la troupe)
- Agreeable (Elizabeth et Mr Darcy)
- This Really Isn't Me (Elizabeth)
- A Simply Lovely Wedding (Charlotte Lucas, Mrs Bennet, Elizabeth, et la troupe)
- A House In Town (Mrs Bennet)
- The Heart Has Won the Game (Mr Darcy)
- Let's Fetch the Carriage (Mrs Bennet et Elizabeth)